# Grin
Grin – piąty i ostatni album studyjny szwajcarskiej grupy thrashmetalowej Coroner, wydany przez Noise International w 1993 roku.

## Realizacja
Większość utworów skomponował Tommy T. Baron w pojedynkę, jedynie dwa napisał z Ronem Royce’em. Słowa ułożył Marquis Marky.
Album powstawał pomiędzy lutym a kwietniem 1993 roku w studio nagraniowym Greenwood Studios w Szwajcarii. Zmiksowany został przez Toma Morrisa w Morrisound Recording w mieście Tampa na Florydzie. Masteringiem zajął się Eddy Schreyer w Future Disc w Los Angeles. Produkcji podjął się sam zespół.
Płyta miała premierę we wrześniu 1993 roku. Ukazała się nakładem Noise International na płycie kompaktowej, płycie analogowej i kasecie magnetofonowej.

## Lista utworów
Opracowano na podstawie materiału źródłowego.
| Nr  | Tytuł utworu              | Słowa | Muzyka      | Długość |
| --- | ------------------------- | ----- | ----------- | ------- |
| 1.  | „Dream Path”              | -     | Baron       | 1:12    |
| 2.  | „The Lethargic Age”       | Marky | Baron       | 4:18    |
| 3.  | „Internal Conflicts”      | Marky | Baron       | 6:19    |
| 4.  | „Caveat (To the Comming)” | Marky | Baron/Royce | 6:39    |
| 5.  | „Serpent Moves”           | Marky | Baron       | 7:39    |
| 6.  | „Status: Still Thinking”  | Marky | Baron/Royce | 6:14    |
| 7.  | „Theme for Silence”       | -     | Baron       | 1:32    |
| 8.  | „Paralyzed, Mesmerized”   | Marky | Baron       | 8:08    |
| 9.  | „Grin (Nails Hurt)”       | Marky | Baron       | 7:22    |
| 10. | „Host”                    | Marky | Baron       | 8:24    |
|     |                           |       |             | 57:47   |

## Twórcy
Opracowano na podstawie materiału źródłowego.
Muzycy:
- Tommy T. Baron – gitara, syntezator gitarowy
- Marquis Marky – perkusja, głos w 10
- Ron Royce – gitara basowa, wokal prowadzący

Dodatkowi muzycy:
- Tim Chatfield – didgeridoo (1, 7)
- Paul Degayler – wokal wspierający (9)
- Roger Dupont – programowanie (1)
- Bettina Klöti – głos żeński (10)
- Kent Smith – syntezator

Produkcja:
- Coroner – produkcja muzyczna
- Tim Morris – miksowanie
- Eddy Schreyer – mastering